# Калинівка (Ушомирська сільська громада)
Кали́нівка (МФА: [kɐˈɫɪɲiu̯kɐ] ( прослухати); до 1960 року — Нова Богушівка) — село в Україні, в Ушомирській сільській територіальній громаді Коростенського району Житомирської області. Населення у 2001 році становило 143 особи. Нині село є центром Калинівського старостинського округу.

## Населення
У 2023 році налічувалося 62 особи.

### Мова
Розподіл населення за рідною мовою за даними перепису 2001 року:
| Мова       | Кількість | Відсоток |
| ---------- | --------- | -------- |
| українська | 143       | 100 %    |

## Історія
Село засноване у 1910 році, під назвою Нова Богушівка та належало до Ушомирської волості Житомирського повіту Волинської губернії. Після ліквідації Ушомирської волості у 1923 році та Волинської губернії у 1925 році та утворенню Коростенського району, який у 1924—1930 роках мав назву — Ушомирський район з центром в селі Ушомир) у складі Коростенської округи, до якого увійшли населені пункти колишньої Ушомирської волості, у тому числі й село Нова Богушівка. У 1930—1937 роках село у складі Коростенського району, Київської області, а від 22 вересня 1937 року — у складі того ж району, але вже новоутвореної Житомирської області.
У 1932—1933 роках село Нова Богушівка було адміністративним центром Новобогушівської сільради Коростенського району Київської області. За даними сільради, під час Голодомору (1932—1933) років померло 85 осіб, на сьогодні встановлено імена 82 з них.
Під час німецько-радянської війни до лав Червоної армії було мобілізовано близько 100 односельців, з них 58 — нагороджено орденами та медалями, 35 — загинуло. 1946 року в пам'ять про односельців загиблих у німецько-радянській війні у селі споруджено обеліск Слави.
У 1970—1980-х роках в селі розташовувалася головна садиба колгоспу імені XIX партз'їзду. Господарство спеціалізувалося на вирощенні зернових культур, льону та картоплі. В селі діяли неповна середня школа, клуб, бібліотека, фельдшерсько-акушерський пункт.
28 липня 2016 року увійшло до складу новоутвореної Ушомирської сільської територіальної громади Коростенського району Житомирської області.